# Насер, Гамаль Абдель
Гама́ль А́бдель На́сер Хусейн (араб. جَمَالُ عَبْدُ ٱلنَّاصِرِ حُسَيْنُ‎ Гама̄ль Абду-н-На̄с̣ыр Хусейн; 15 января 1918, Александрия — 28 сентября 1970, Каир) — египетский революционер, военный, государственный и политический деятель, второй президент Египта (1956—1970). Возглавил свержение короля Фарука в 1952 году и в том же году начал далеко идущую земельную реформу. Пережив покушение члена Братьев-мусульман в 1954 году, разгромил эту организацию, посадил президента Мухаммеда Нагиба под домашний арест и стал во главе страны, официально заняв пост президента после референдума 1956 года.
Осуществлённая им в 1956 году национализация Суэцкого канала привела к Суэцкому кризису и значительно увеличила его популярность в Египте и в арабском мире. Придерживаясь идеологии панарабизма, в 1958—1961 годах возглавлял Объединённую Арабскую Республику в составе Египта и Сирии. В 1962 году начал осуществлять широкие социалистические реформы и модернизацию страны. Несмотря на провалы панарабизма на международной арене, к 1963 году сторонникам Насера удалось прийти к власти в нескольких арабских странах, сам он оказался втянут в гражданскую войну в Северном Йемене. В марте 1965 года на выборах на безальтернативной основе был переизбран на должность главы государства. После поражения Египта в Шестидневной войне с Израилем в 1967 году подал в отставку, однако после массовых демонстраций в собственную поддержку отменил решение. К 1968 году занял пост премьер-министра, начал войну на истощение с Израилем с целью отвоевать утраченные земли, запустил процесс деполитизации вооружённых сил и либеральные политические реформы. Скончался в 1970 году от сердечного приступа, что вызвало широкий отклик в арабском мире: на похоронах египетского президента в Каире присутствовало около 5 миллионов человек.
Насер остаётся культовой фигурой в арабском мире, почитаясь, в частности, за стремления к социальной справедливости и арабскому единству, политику модернизации и антиимпериализма. На правление этого президента Египта пришёлся бум культуры и индустриализации: были сооружены Асуанская плотина и промышленный город Хелуан. Египетскими исламистами, особенно членами преследовавшихся «Братьев-мусульман», и местными либеральными политиками Насер подвергался критике за авторитаризм, популизм, нарушения прав человека и неспособность построить в стране гражданское общество.

## Ранняя жизнь
Гамаль Абдель Насер родился 15 января 1918 года в александрийском районе Бакос в семье почтового работника Абдель Насера и его жены Фахимы, поженившихся в 1917 году. Был первым сыном в семье, затем появились на свет двое его братьев — Изз аль-Араб, что означает «гордость арабов», и аль-Лити. Из-за характера работы отца семья часто переезжала и в 1923 году обосновалась в городе Хататба в 43 километрах от Каира. В Хататбе Гамаль ходил в детский сад для детей работников железных дорог, пока в 1924 году не был отправлен к дяде по отцовской линии в Каир, где посещал начальную школу. В апреле 1926 года при родах скончалась мать мальчика, что глубоко на него повлияло. В 1928 году он переехал в Александрию к бабушке по материнской линии, где продолжил образование. В следующем году Насер был зачислен в школу-интернат в Хелуане, затем вернулся в Александрию, где поступил в среднюю школу и начал помогать отцу в работе. Здесь в 1930 году он впервые оказался вовлечён в политический активизм: после того, как полиция попыталась разогнать демонстрацию против колониализма, собравшуюся из-за отмены премьер-министром Исмаилом Сидки конституции 1923 года, присоединился к митингующим, не зная причин протеста, был арестован и провёл ночь в отделении полиции, пока отец не вызволил юношу оттуда.
В 1933 году после перевода отца в Каир Насер вместе с ним переехал туда. 13 ноября 1935 года юноша возглавил протест учащихся против заявления министра иностранных дел Великобритании Сэмюэля Хора об отсутствии перспектив восстановления конституции 1923 года. Демонстрация была подавлена властями: двое человек было убито, Гамаля легко задело в голову полицейской пулей, что удостоило его упоминания в прессе. 12 декабря новый король Фарук объявил о восстановлении старого основного закона.
Будучи активно вовлечённым в политическую деятельность, в свой последний год в школе Насер посещал её всего 45 дней. Он строго осуждал англо-египетский договор от 1936 года, подтверждавший присутствие британских военных баз в стране, несмотря на поддержку соглашения практически всеми политическими силами Египта. Политическая активность в государстве пошла на спад, и Насер возобновил обучение, выпустившись в 1936 году.

### Развитие политических взглядов
Происходя из небогатой семьи, на протяжении жизни Насер развивал недовольство по отношению к местной элите. В Каире, где Насер проживал рядом с национальной библиотекой, он много читал, в частности, знакомился с Кораном, хадисами пророка Мухаммеда, жизнеописаниями его сподвижников, биографиями националистических лидеров Наполеона, Ататюрка, Бисмарка, Гарибальди и автобиографией Черчилля «Мои ранние годы».
На Насера значительно повлиял египетский национализм, исповедовавшийся активистом Мустафой Камилем, поэтом Ахмедом Шауки и инструктором Насера в военной академии Азизом Али аль-Мисри, которому он выразил признательность в газетном интервью 1961 года. Особое значение Насер придавал роману Тауфика аль-Хакима «Возвращение духа», позже назвав его побудившим к революции 1952 года. В этом произведении автор писал о нужде египтян в лидере, который выразил бы их чаяния.

## Военная карьера
В 1937 году Насер подал заявление о приёме в королевскую военную академию, однако из-за участия Насера в протестах ему было отказано в зачислении. Разочарованный, он поступил в юридический колледж при Каирском университете, однако, проучившись лишь семестр, бросил колледж и вновь подал заявление в академию. Будучи одержим героями-освободителями и завоевателями, Насер считал карьеру в армии первейшей целью.
Понимая, что он нуждается в покровителе, в том же году Насер тайно встретился с заместителем военного министра Ибрагимом Хайри-пашой, который пообещал ему поддержку, и в конце года тот поступил в академию, где встретил Абдель Хакима Амера и Анвара Садата, в будущем ставших его ближайшими соратниками. Усердно учась, Насер практически порвал связи с семьёй и в июле 1938 года был выпущен в звании лейтенанта и назначен в город Манкабат близ Асьюта. В местном гарнизоне Насер с близкими друзьями, в том числе с Амером и Садатом, обсуждал широко распространённую в стране коррупцию и их желание свергнуть монархию и выделился как лидер группы.
В 1941 году Насер был переведён в город Хартум в Судане, который в то время был частью государства. На короткое время он был вновь назначен в Египет, затем в сентябре 1942 года вернулся в Судан. В мае 1943 года Насер занял должность инструктора в военной академии в Каире. В феврале 1942 года британский посол Майлс Лэмпсон бесцеремонно потребовал от короля под угрозой насильственного отречения отправить в отставку премьер-министра Сирри-пашу за симпатии к странам «оси». Насер видел инцидент как грубое нарушение суверенитета страны, чувствуя стыд из-за того, что вооружённые силы не отреагировали на происходящее, но желал повторения случившегося для прекращения господства Великобритании. В том же году он был зачислен в академию генштаба и начал формировать группу молодых офицеров-убеждённых националистов, которые поддерживали будущую революцию. Насер поддерживал контакт с ними в основном через Амера, который продолжал искать заинтересованных членов всего офицерского корпуса и предоставлял ему подробное досье на каждого из них.

### Арабо-израильская война (1947—1949)
Свой первый боевой опыт Насер получил в подмандатной Палестине в ходе арабо-израильской войны 1947—1949 годов. Сначала он хотел вступить в силы Верховного арабского комитета под руководством Амина аль-Хусейни, встретился с ним и произвёл на него впечатление, однако по неясным причинам начальство отказало Насеру.
В мае 1948 года после прекращения британского мандата король Фарук направил в Палестину войска, в составе которых в 6-м пехотном батальоне служил Насер, в ходе войны писавший, что египетские вооружённые силы были к ней не готовы, а солдат бездумно бросали на вражеские укрепления. Он служил заместителем командующего войсками в фалуджском котле, 12 июля был легко ранен. К августу бригада Насера, будучи отрезана от командования, была окружена израильтянами, но, несмотря на отсутствие запрошенной у иорданского Арабского легиона помощи, отказывалась сдаваться. После мирных переговоров между Египтом и Израилем деревня аль-Фалуджа отошла последнему.
Египетская певица Умм Кульсум публично встретилась с офицерами, несмотря на препятствие властей, на которых оказывали давление британцы. Заметная разница в отношении к ветеранам между официальными лицами и народом лишь укрепила уверенность Насера в необходимости свержения самодержавия. Ему также горько было осознавать, что его соединению так и не была оказана помощь. Во время боевых действий в аль-Фалудже Насер начал писать книгу «Философия революции» (впоследствии он опубликует ещё две: «Мемуары о палестинской войне» и «На пути к свободе»).
После окончания войны Насер вернулся на работу инструктором военной академии. В октябре 1948 года он предпринял попытку организовать союз с Братьями-мусульманами, но вскоре пришёл к выводу, что их религиозная идеология несовместима с его националистическими взглядами, и затем пытался ограничить влияние этой организации через своих приближённых, не оставляя, однако, собственную группу. В феврале 1949 года Насер вошёл в состав делегации по заключению перемирия с Израилем на греческом острове Родос, но счёл предлагаемые условия унизительными, в частности, из-за израильской оккупации Эйлата во время переговоров в марте того же года.

## Революция

### «Свободные офицеры»
Одновременно с возвращением Насера с фронта в Сирии был свергнут президент Хусни аз-Займ. Успех переворота и его поддержка сирийцами усилили революционные стремления Насера. Вскоре после прибытия на родину его вызвал премьер-министр Хади-паша, в ходе беседы пытавшийся выяснить у Насера, причастен ли он к созданию группы инакомыслящих офицеров, что тот отрицал. В присутствии начальника генерального штаба Хади-паша колебался, не решаясь начать репрессии против армии, и отпустил Насера. Допрос заставил его ускорить подготовку к перевороту.
После 1949 года группа была переименована в «Общество свободных офицеров». Насер был единогласно избран председателем его учредительного комитета, состоявшего из 14 человек различных происхождения и политических взглядов — среди членов комитета были представители Братьев-мусульман, националистической партии младоегиптян, местной коммунистической партии и аристократии.
На парламентских выборах в 1950 году в основном из-за их бойкота Братьями-мусульманами одержала победу партия «Вафд» под руководством Наххас-паши, в которой «Свободные офицеры» видели угрозу из-за схожих взглядов. Начали раздаваться обвинения членов партии в коррупции, затем распространяться всё новые слухи и недоверие, что помогло членам группы подняться по политической лестнице. К тому моменту их число выросло до 90 человек, однако тесного знакомства и подчинения иерархии между ними не было, но всеми ими руководил Насер. Он понимал, что его сторонники ещё не готовы к выступлению против власти, и на протяжении почти двух последующих лет занимался в основном привлечением новых членов в группу и организацией подпольной печати.
11 октября 1951 года правительство объявило о разрыве англо-египетского договора от 1936 года, дававшего британцам право владения Суэцким каналом до 1956 года. Популярность этого шага и поддержки властями партизанской войны против англичан заставила Насера действовать, организовав серию политических убийств. В январе 1952 года он вместе с соратником Хасаном Ибрагимом осуществил неудачное покушение на жизнь генерала-роялиста Амера, обстреляв его машину на улице Каира, в результате чего была ранена прохожая, что убедило Насера в дальнейшем отказаться от подобных действий.
Близкий к королю Амер был назначен им председателем офицерского собрания. Насер же жаждал независимости вооружённых сил от самодержавия и, видя в генерале его сторонника, желал его замещения членом «Свободных офицеров» популярным генералом Нагибом, который подал в отставку в 1942 году в знак протеста против британского произвола и в ходе войны в Палестине был трижды ранен. На выборах Нагиб одержал победу с большим перевесом, что насеристы, имевшие связи с крупной газетой «аль-Мисри», использовали для пропаганды армейского национализма.

### Июльский переворот 1952 года
25 января 1952 года в ходе столкновения британских войск и местной полиции в городе Исмаилия погибло 40 полицейских, что вызвало бунт в Каире, унёсший жизни 76 человек. В свете событий Насер опубликовал манифест из шести пунктов, призванных ликвидировать феодализм и свести на нет английское влияние на страну. В мае Насеру стало известно, что король знает имена членов группы и их арест неизбежен, и руководитель «Свободных офицеров» поручил соратнику эд-Дину начать подготовку к военному перевороту.
Группа намеревалась не прийти к власти, а восстановить парламентскую демократию. Насер, к тому времени подполковник, не верил, что египтяне пойдут за офицером такого низкого ранга, и подчинился генералу Нагибу, под именем которого и был осуществлён путч. 22—23 июля лояльные «Свободным офицерам» войска захватили столичные правительственные здания, в том числе и здание генерального штаба, радиостанции и полицейские участки. В отличие от многих соратников, Насер не командовал отрядом, а, в целях конспирации переодевшись в гражданское, осуществлял контроль за происходящим на местах. Чтобы предотвратить иностранную интервенцию, за два дня до переворота подполковник предупредил о нём британское и американское правительства, которые согласились оставить поддержку Фарука. Под давлением США тот был отправлен в почётную ссылку.
18 июня 1953 года в Египте была провозглашена республика, Нагиб занял пост президента. Военные намеревались заняться борьбой с аристократией, а управленческие функции передать гражданским, для чего бывшему премьер-министру Али Махиру было предложено сформировать кабинет без вхождения в него представителей вооружённых сил. «Свободные офицеры» вошли в состав Совета революционного командования во главе с президентом, его заместителем был назначен Насер. Из-за слишком радикальных, по мнению Махира, преобразований — аграрной реформы, упразднения монархии и реорганизации политических партий — которые желал претворить в жизнь Насер, отношения между премьер-министром и Советом революционного командования накалились, и 7 сентября Махир подал в отставку. Его сменил Нагиб, Насер занял должность заместителя главы кабинета. В том же месяце начала осуществляться аграрная реформа, которая, по его мнению, дала Совету отличительную особенность и превратила переворот в революцию.
В августе 1952 года на текстильной фабрике в Кафр-эд-Давваре вспыхнули левые беспорядки, в ходе подавления которых было убито 9 человек. В противовес большинству членов СРК Насер проголосовал против казни двух их зачинщиков. Братья-мусульмане поддерживали Совет и после путча потребовали четыре министерских портфеля в новом правительстве, но Насер отказал организации, вместо этого предложив ей два незначительных поста при условии, что кандидаты на них официально будут беспартийными.

## Насеровский переворот

### Противоречия с Нагибом
В январе 1953 года Насер, преодолев сопротивление Нагиба, добился запрещения иных политических партий, кроме Освободительного съезда во главе с ним самим — слабо организованной структуры, чьей основной задачей было проведение массовых собраний и лекций в поддержку Совета. Несмотря на запрет, Насер оставался сторонником проведения парламентских выборов, хоть и не снискал поддержки со стороны СРК. В марте того же года он возглавил делегацию на переговорах по выводу британских сил из зоны Суэцкого канала.
Когда Нагиб стал дистанцироваться от земельной реформы и начал сближение со старыми политическими силами — партией «Вафд» и Братьями-мусульманами, Насер принял решение о необходимости смещения председателя Совета. В июне он был назначен на пост министра внутренних дел взамен лояльного Нагибу Сулеймана Хафеза и стал оказывать на генерала давление с целью окончательного уничтожения монархии.

### Обретение власти
После того, как 23 февраля 1954 года СРК собрался без Нагиба, 25 февраля он подал в отставку. День спустя Насер, занявший должности председателя Совета и премьер-министра, принял прошение и отправил бывшего президента под домашний арест. Как и рассчитывал генерал, во власти начались брожения: раздавались призывы к возвращению Нагиба и роспуску СРК. В надежде на достижение компромисса Насер посетил генеральный штаб и первоначально был вынужден пойти на уступки, однако 27 февраля преданные ему войска окружили здание. В ответ на это в тот же день на улицы вышли сотни тысяч людей, в основном члены Братьев-мусульман, призывавшие к возвращению экс-президента и аресту Насера. Обладавшая значительным весом группировка внутри Совета во главе с Халедом Мохи эд-Дином потребовала восстановления Нагиба в должности. Насеру пришлось уступить, однако он попросил отложить возвращение генерала до 4 марта, что позволило ему утвердить своего сторонника Абдель Хакима Амера на пост главнокомандующего, которым ранее был Нагиб.
5 марта лояльные Насеру органы госбезопасности провели массовые аресты. С целью подогреть оппозиционные выступления СРК объявил о разрешении старых партий и уходе «Свободных офицеров» из политики, что вызвало широкий народный протест: около миллиона работников транспорта объявили забастовку, тысячи крестьян маршем прошли по Каиру. Стремление Нагиба подавить недовольство силой было саботировано руководством вооружённых сил. 29 марта Насер объявил об отмене недавно изданных указов. В апреле—июне сотни сторонников генерала в армии подверглись репрессиям, Мохи эд-Дин был отправлен представителем Совета в Швейцарию. Король Саудовской Аравии Сауд пытался наладить отношения между Насером и Нагибом, но безуспешно.
26 октября 1954 года во время речи Насера в Александрии по случаю вывода британских войск из страны, транслировавшейся по радио в арабских странах, в него восемь раз выстрелил член Братьев-мусульман Мухаммед Абдель Латиф, но промахнулся. В толпе началась паника, однако член СРК сумел взять себя в руки и призвал к спокойствию, затем в порыве чувств обратился к народу: 

Соотечественники, моя кровь льётся за вас и Египет. Я буду жить ради вас и умру во имя ваших свободы и чести. Пусть они убьют меня; неважно, как долго я давал вам гордость, свободу и честь. Если Гамаль Абдель Насер должен погибнуть, то каждый из вас Гамаль Абдель Насер. … Гамаль Абдель Насер от вас и из вас и клянётся положить жизни ради народа.— 
Неудачную попытку убийства Насер использовал в собственных целях: по возвращении в Каир он приказал начать масштабные чистки, в ходе которых были арестованы тысячи недовольных, в основном принадлежавших к Братьям, 8 членов руководства которых были приговорены к смертной казни, однако лидер движения Сеийд Кутб отделался 15-летним тюремным заключением. Арестам подверглись и коммунисты, 140 верных Нагибу офицеров было разжаловано, сам он был вновь смещён с поста президента и без суда помещён под домашний арест. Устранив политических противников, Насер стал бесспорным руководителем страны.

### Укрепление власти
Для проведения дальнейших реформ и закрепления в должности Насеру недоставало народной поддержки, и в политических целях он отправился в турне по Египту и ввёл цензуру в прессе. На свою сторону Насер привлёк ведущих арабских певцов того времени Умм Кульсум и Абдель Халима Хафеза, в своих песнях прославлявших его арабский национализм, и стал делать на него упор в собственных речах 1954—1955 годов. Ряды сторонников Насера пополнились и драматургами, очернявших его оппонентов. В январе 1955 года он стал председателем СРК до проведения выборов. К работе в пропагандистских и силовых структурах Насер активно привлекал ветеранов СС (оберштурмбаннфюрер Отто Скорцени, штурмбаннфюрер Йоханн фон Леерс, унтерштурмфюрер Леопольд фон Мильденштейн и др.).
28 февраля 1955 года израильские войска вторглись сектор Газа, который под патронажем Египта превратился в базу для регулярных вторжений и террористических актов палестинских арабов против Израиля. Насер, считая, что египетские вооружённые силы не готовы к конфронтации, не отреагировал подобающим образом, что продемонстрировало неэффективность армии и поставило под угрозу растущую популярность председателя СРК. Впоследствии он отдал приказ о начале блокады израильского судоходства в проливе эт-Тиран и в начале сентября ограничил полёты израильских воздушных судов над заливом Акаба, на что израильтяне ответили ликвидацией 21 сентября демилитаризованной зоны аль-Ауджа на египетской границе.
Одновременно с февральской операцией Израиля между некоторыми региональными союзниками Великобритании был подписан Багдадский пакт, в котором Насер видел угрозу его планам по ограничению английского влияния на Ближнем Востоке и Арабской лиге. Осознавая, что для удержания собственного влияния в регионе Египту необходимы современные вооружения, которые западные страны отказались поставлять на приемлемых финансовых и военных условиях, глава Совета повернулся к государствам Варшавского договора и 27 сентября заключил соглашения с Чехословакией на поставки оружия на 320 миллионов долларов, что позволило более-менее уравнять военную мощь Египта и Израиля и укрепить позицию Насера как противостоящего Западу арабского лидера.

### Политика
На Бандунгской конференции, прошедшей в Индонезии в конце апреля 1955 года, Насер был тепло принят как ведущий представитель арабских стран. На пути в Бандунг он посетил Пакистан, Индию, Бирму и Афганистан, а 9 апреля заключил в Каире дружественное соглашение с Индией, укрепившее экономические и политические связи двух стран.
В Индонезии руководитель СРК прилагал силы для объединения прозападных, просоветских и нейтральных режимов в борьбе с колониализмом в Африке и Азии и стремлении к прекращению Холодной войны, что нашло отражение в коммюнике, опубликованном после закрытия конференции, искал поддержки в неприсоединении к оборонным блокам, провозглашении независимости французских колоний Туниса и Алжира, борьбе за право палестинцев на возвращение на родину и выполнение резолюций ООН по арабо-израильскому конфликту. По каждому из этих пунктов участниками саммита была принята резолюция, что одобрили Китай и Индия. Вскоре «позитивный нейтрализм», которого придерживались президент Югославии Иосип Броз Тито и премьер-министр Индии Джавахарлал Неру, был принят концепцией египетской внешней политики и оставался ей в годы Холодной войны. Дипломатические успехи значительно усилили популярность Насера.
В рамках идеологической доктрины Насера, направленной на революционное пробуждение арабской нации и её политическую консолидацию под эгидой Египта, центральное место занимало противостояние с Государством Израиль. Израиль рассматривался Насером как экзогенное образование, нарушающее целостность арабского региона, и как инструмент, проводящий интересы западного империализма на Ближнем Востоке. В этом контексте антиизраильская риторика и политика стали важными элементами насеровской стратегии. Он целенаправленно обострял отношения с Израилем, включая провокации, приводившие к вооружённым столкновениям. Накануне Шестидневной войны 1967 года Насер открыто обозначил цель конфликта как «уничтожение Израиля», что отражало радикализацию внешнеполитического курса Египта в указанный период.

## Конституция 1956 года и президентство
С существенным укреплением собственных позиций в стране Насер выдвинулся на первый план в Совете революционного командования и заполучил единоличную власть, которая мало кем оспаривалась, особенно в вопросах внешней политики. В январе 1956 года был подготовлен проект новой конституции, предусматривавшей установление однопартийной системы во главе с Национальным союзом, реорганизованным из Освободительного съезда, который, по мнению Насера, так и не смог собрать достаточной народной поддержки. В новую организацию председатель Совета стремился привлечь больше граждан, утверждавшихся в членстве местными партийными комитетами, с целью укрепить массовую поддержку режима. Кандидат на пост президента выдвигался в Национальном союзе.
23 июня того же года в ходе референдума подавляющим числом голосов новая конституция вступила в силу, а Насер был избран президентом. В июле прошли выборы в свежесозданную Национальную ассамблею из 350 депутатов, утверждавшихся главой государства. Новый основной закон провозглашал равноправие полов и запрет дискриминации по половому признаку. В рамках перехода к гражданскому правлению СРК самораспустился, его члены подали в отставку с занимаемых постов. Новый президент стремился потеснить его противников в рядах бывших «Свободных офицеров» и назначил своих ближайших сторонников на значительные должности в правительстве.

### Национализация Суэцкого канала
С официальным закреплением Насера как руководителя страны после трёхлетнего переходного периода стремления египетского президента во внутренней и внешней политике столкнулись с региональными интересами Великобритании, недовольной осуждением главой Египта Багдадского пакта, и Франции, не одобрявшей поддержку Насером алжирской войны за независимость. Нейтралитет египетского лидера, признание им коммунистического Китая и оружейная сделка с Чехословакией отдаляли Египет от США. 19 июля 1956 года Соединённые Штаты и Великобритания внезапно отозвали своё предложение профинансировать сооружение Асуанской плотины, ссылаясь на опасения, что осуществление проекта подвергнет экономику государства тяжёлому удару. Насер был глубоко оскорблён этим поступком. Предложение национализировать Суэцкий канал приобрело актуальность с началом вывода британских войск в 1954 году, завершившегося 13 июня 1956 года, и было принято президентом в середине июля после обсуждения с членами бывшего СРК аль-Багдади и инженером Махмудом Юнисом, причём оставшаяся их часть узнала об этом лишь 24 июля, а большая часть министров — лишь за несколько часов до публичного оглашения решения. По иной версии, Насер принял его единолично, ни с кем не советуясь.
26 июля президент Египта в своей речи в Александрии заявил о национализации канала в свете необходимости средств для постройки Асуанской плотины, осудив английский империализм в стране и английский же контроль за доходами от судоходного пути, при строительстве которого, по словам Насера, погибло 120 000 египтян. Таким образом, египетское правительство разорвало соглашение с Великобританией от 19 октября 1954 года, однако всем акционерам были выплачены компенсации.
Речь Насера была крайне одобрительно встречена по всему арабскому миру: тысячи выходили на улицы с лозунгами в поддержку решения, которое обеспечило египетскому лидеру почти полную народную поддержку и прочно закрепило за ним образ «харизматичного лидера» и «защитника Третьего мира». В день национализации канал был закрыт для израильских судов.

### Суэцкий кризис
Франция и Великобритания, будучи основными акционерами канала, увидели в его национализации ещё одну враждебную к ним меру, предпринятую египетским руководством. Насер понимал, что его решение спровоцирует международный кризис и, скорее всего, иностранную интервенцию, однако считал, что у государства есть ещё как минимум два месяца до начала английской военной операции, а израильское вторжение и вовсе расценивал как невозможное. В начале октября Советом Безопасности ООН была принята резолюция по национализации Суэцкого канала, признававшая право Египта на контроль за ним, пока по нему позволено осуществлять иностранное судоходство, после чего Насер счёл, что вторжение маловероятно. Тем не менее, вскоре Великобритания, Франция и Израиль заключили во французском Севре секретное соглашение по захвату канала, оккупации его зоны и смещению Насера.
29 октября 1956 года израильские войска вторглись на Синайский полуостров, уничтожив египетские посты на границе, и быстро достигли поставленных задач. Два дня спустя британские и французские самолёты начали бомбардировки египетских аэродромов в зоне канала. Президент страны отдал приказ об отступлении с Синая в целях усиления обороны судоходного пути и предотвращения окружения и уничтожения бронетанкового корпуса на полуострове в случае англо-французской высадки в Порт-Саиде. Амер не согласился с Насером, считая, что египетские танки нужно бросить в бой с израильтянами, но 3 ноября после бурных дебатов уступил. Насер также дал указание блокировать канал путём уничтожения или вывода из строя 49 кораблей на входе в него.
Несмотря на приказ об отступлении, египетские войска в сражениях с израильтянами потеряли около 2 тысяч человек, приблизительно 5 тысяч египтян попали в плен. Амер и Салах Салем призвали Насера заключить перемирие, последний также предложил ему сдаться британской армии. Насер подверг товарищей по бывшему СРК критике, полностью отмёл предложения капитулировать и сам занял пост верховного главнокомандующего. Хоть израильская операция по захвату Синайского полуострова прошла сравнительно легко, престиж египетского лидера на родине и в арабском мире не пострадал. В целях противодействия израильтянам он дал указание раздать около 400 тысяч винтовок добровольцам, из которых были сформированы сотни отрядов, во главе многих из которых стояли политические противники Насера.
Сопротивление вражеской высадке в Порт-Саиде Насер рассматривал как важнейшее стратегическое преимущество в моральном плане. В город в качестве подкреплений были посланы 3-й пехотный батальон и сотни ополченцев, двум пехотным ротам была дана задача организовать народное сопротивление. Президент и аль-Багдади для поднятия боевого духа посетили зону канала. Согласно мемуарам последнего, по пути туда, увидев разбитую египетскую технику, Насер признал, что армия разбита. 5—6 ноября в ходе десанта англо-французские войска столкнулись с жёстким сопротивлением ополчения, что вылилось в уличные бои. Командующий местными войсками был готов начать переговоры о прекращении огня, но по приказу Насера продолжил сражаться. К 7 ноября войска противника заняли большую часть Порт-Саида, защищая который, погибли 750—1000 египтян.
США и СССР осудили вторжение, поддержав резолюции ООН, призывавшие к выводу иностранных войск с территории Египта, при этом администрация президента Дуайта Эйзенхауэра, в отличие от советского правительства, поддержала предложение о размещении на Синае Чрезвычайных вооружённых сил ООН. Это с удовлетворением было воспринято Каиром. К концу декабря английские и французские силы покинули страну, в марте 1957 за ними последовал Израиль, освободивший всех военнопленных. В результате Суэцкого кризиса египетскими властями были ужесточены условия проживания иностранцев и получения гражданства, стало применяться выдворение, которому подверглись в основном граждане Соединённого Королевства и Франции, евреи-иностранцы и некоторые местные евреи.
После окончания боевых действий Амер обвинил Насера в развязывании ненужной войны и в перекладывании ответственности за поражение на вооружённые силы. 8 апреля 1960 года канал был вновь открыт. Широко расцениваемый[что?] провал интервенции и одной из её целей — смещения президента — значительно увеличил его популярность.

## Панарабизм и социализм
К 1957 году панарабизм стал главенствующей идеологией в арабском мире, а Насер воспринимался большинством арабов как неоспоримый лидер. Каирская радиостанция «Голос арабов» широко распространяла его панарабские воззрения и сыграла значительную роль в росте его популярности в арабских странах. С помощью посольства Египта сторонниками президента этой страны для пропаганды его идей были приобретены СМИ в Ливане, региональном пресс-центре. Насера также поддерживали различные националистические организации, именовавшие себя «насеритами», хотя сам он предпочитал называть их «арабскими националистами». Несмотря на многочисленность и хорошее финансирование, они были плохо организованы и не имели постоянных структур.
В январе 1957 года США приняли доктрину Эйзенхауэра, предполагавшую противостояние распространению коммунизма и его предполагаемым агентам на Ближнем Востоке. Хоть Насер и противился коммунизму в регионе, распространение его панарабистских взглядов расценивалось как угроза местными прозападными режимами. Эйзенхауэр пытался изолировать египетского лидера и ослабить его влияние на Ближнем Востоке путём усиления короля Саудовской Аравии Сауда. В этом же месяце новоизбранный премьер-министр Иордании, сторонник Насера Сулейман ан-Набульси заключил между Иорданией, Египтом, Сирией и Саудовской Аравией военный договор.
Отношения между Насером и иорданским королём Хусейном заметно ухудшились после того, как последний обвинил первого в организации двух попыток его смещения, хоть причастность египетского руководителя так и не была доказана, и отправил правительство ан-Набульси в отставку. «Голос арабов» назвал Хусейна «инструментом империалистов». Отношения с Саудом также приобрели характер противостояния после того, как тот стал считать рост популярности Насера в королевстве опасной угрозой монаршему дому. Несмотря на негативное отношение руководства Иордании, Саудовской Аравии, Ирака и Ливана, он продолжал пользоваться расположением жителей этих и других арабских стран.
К концу 1957 года Насер завершил национализацию оставшихся в стране британских и французских активов, в том числе предприятий табачной, цементной, фармацевтической и фосфатной промышленностей. Усилия по снижению налогов и привлечению иностранных инвесторов не принесли заметных результатов, и национализации подверглись ещё больше компаний, которые были объединены с целью поспособствовать экономическому развитию, но вскоре она была прекращена: в частных руках оставалось около двух третей фирм. Предпринятые руководством Египта меры имели некоторый успех: увеличились производство сельскохозяйственной продукции и инвестиции в индустриализацию. Президент выступил инициатором постройки металлургического завода в Хелуане, вскоре ставшего крупнейшим предприятием в стране, обеспечив её продуктом и тысячами рабочих мест. Насеру также принадлежала идея обратиться к Советскому Союзу за помощью в сооружении Асуанской дамбы.

### Объединённая Арабская Республика
Несмотря на популярность египетского лидера в арабском мире, к середине 1957 года единственным региональным союзником Насера была Сирия. В сентябре турецкие войска были сосредоточены возле сирийской границы, что дало пищу слухам о том, что страны Багдадского пакта могут вторгнуться в это государство с целью свержения его левого правительства. Насер приказал отправить в Сирию армейский контингент в качестве символа солидарности, что ещё больше подняло его престиж в арабских странах и в Сирии в частности.
С ростом политической нестабильности в Сирии в Египет стали отправляться сирийские делегации с требованием о немедленном объединении двух государств, на что Насер не соглашался, ссылаясь на несовместимость их политической и экономической систем, недостаток близости, опыт вмешательства сирийских вооружённых сил в политику и их глубокое деление на фракции. Тем не менее, в январе 1958 года второе сирийское посольство сумело убедить Насера в угрозах прихода к власти в Сирии коммунистов и скатывании её в междоусобицу, и тот согласился на союз, но на условиях полного политического объединения во главе с ним как президентом ОАР, на что сирийские делегаты во главе с президентом Шукри аль-Куатли дали своё согласие. 1 февраля новое государство было провозглашено, что встретило массовое одобрение в арабском мире. Насер развернул преследование местных коммунистов, уволив многих с государственных должностей.
24 февраля во время нежданного визита Насера в Сирию его приветствовали сотни тысяч людей. В Дамаск прибыл и наследный принц Северного Йемена Мухаммед аль-Бадр с целью переговоров о вступлении в ОАР. Вместо полного слияния Насер согласился сформировать непрочные Объединённые Арабские Государства. Тем временем король Саудовской Аравии планировал убить Насера во время обратного полёта в Каир. 4 марта на митинге в сирийской столице президент нового образования продемонстрировал саудовский чек на имя начальника сирийской разведки Сараджа, ярого сторонника Насера. В результате провала заговора старшие члены монаршего дома вынудили Сауда передать большую часть полномочий своему брату Фейсалу, противнику Насера, придерживавшемуся идеологии панисламизма.
5 марта президент ОАР объявил о принятии временной конституции, предполагавшей создание Национальной ассамблеи из 600 депутатов (400 от Египта и 200 от Сирии) и роспуск всех политических партий. Вице-президентами от Египта были назначены аль-Багдади и Амер, от Сирии — аль-Асали и Акрам аль-Хаурани. Вскоре Насер посетил Москву, где встретился с Хрущёвым, призвавшим разрешить коммунистическую партию, на что первый ответил, что это внутреннее дело государства. Ошеломлённый, его собеседник стал отрицать намерения вмешаться во внутреннюю политику ОАР. Разногласие было забыто в стремлении обоих лидеров предотвратить распад сирийско-египетского союза.

### Влияние на арабский мир
В Ливане столкновения между насеритами и сторонниками президента Шамуна, стойкого противника египетского лидера, к маю 1958 года вылились в политический кризис. Насер стремился к вхождению Ливана в состав ОАР, чему противился приверженец дальнейшей независимости Шамун, и поручил Сараджу надзор за ситуацией: тот ограниченно помог ливанским насеритам деньгами, лёгкими вооружениями и обучением офицеров. Насер не жаждал контроля над Ливаном, видя в нём особый случай, но добился того, что Шамун не стал баллотироваться на второй срок.
14 июля того же года иракские офицеры Абдель Керим Касем и Абдул Салам Ареф свергли монархию, на следующий день бывший премьер-министр Нури ас-Саид, ведущий противник Насера в арабских странах, был убит. Глава объединённого государства признал новое иракское руководство, заявив, что «любая атака на Ирак будет равнозначна атаке на ОАР». 15 июля по официальным просьбам Ливана и Иордании с целью предотвратить приход насеритов к власти в первом высадились военнослужащие Корпуса морской пехоты США, во второй — британские спецподразделения. Президент Египта считал, что революция 14 июля открыла дорогу для арабского объединения. 19 июля он впервые открыто признал, что борется за союз всех арабских стран, хотя планов по присоединению Ирака к ОАР у Насера не было. Большинство членов Совета революционного командования Ирака были согласны на объединение с Египтом и Сирией, но Касем желал независимости страны и был недоволен широкой поддержкой Насера в народе.
Осенью 1958 года он создал комитет по развитию Сирии из трёх членов, куда вошли Закария Мохи эд-Дин, аль-Хаурани и Салах ад-Дин Битар. Двух последних, которые были баасистами и имели собственные взгляды на управление страной, Насер устранил с политической арены, переведя на эту работу в Каир. Власть над Сирией оказалась в руках Сараджа, который превратил её в полицейское государство, арестовывая и высылая недовольных проведением египетской земельной реформы землевладельцев и коммунистов. После того, как в сентябре того же года президентом Ливана был избран Фуад Шехаб, отношения между этим государством и ОАР значительно улучшились. 25 марта 1959 года Насер и Шехаб встретились на сирийско-ливанской границе для переговоров о завершении ливанского кризиса.
Отношения между Насером и Касемом ожесточились после подавления 9 марта 1959 года верными иракскому лидеру силами восстания в Мосуле, поднятого за день до этого сторонниками присоединения к ОАР при поддержке её руководства. Лидер объединённого государства подумывал об интервенции с целью оказания помощи бунтовщикам, но не сделал этого. Так как иракские коммунисты поддерживали Касема, их египетские единомышленники подверглись преследованию со стороны властей. Несколько влиятельных коммунистов, в том числе Халед Мохи эд-Дин, вернувшийся в Египет в 1956 году, были арестованы.
К декабрю того же года политическая ситуация в Сирии начала терять стабильность, и Насер передал руководство провинцией Амеру. В знак протеста против назначения многие местные функционеры подали в отставку. Когда обстановка накалилась, Насер встретился с лидерами сирийской оппозиции и заявил, что власть в ОАР принадлежит ему как «избранному» президенту, а те, кому это не нравится, могут «уйти».

### Распад ОАР
Противники союза заняли прочные позиции среди экономической, политической и военной элит Сирии. В ответ на ухудшение состояния её экономики, которое Насер связывал с её «буржуазностью», в июле 1961 года президент ОАР начал социалистические преобразования и национализировал обширные секторы местной экономики. Для того, чтобы сдержать нараставший политический кризис, в сентябре этого же года Сарадж был отправлен в отставку. В Египте экономическая ситуация была лучше: ВНП вырос на 4,5 %, наблюдался быстрый рост промышленности. В 1960 году египетская пресса, и ранее сотрудничавшая с властями, подверглась национализации с целью усиления пропаганды социалистических реформ.
28 сентября 1961 года сторонники выхода из состава ОАР в рядах сирийских вооружённых сил осуществили государственный переворот. В ответ верные союзу войска подняли восстание на севере страны, в её крупных городах прошли митинги в поддержку Насера. Для поддержки своих сторонников он направил в Латакию египетские спецподразделения, но через 2 дня отозвал их, ссылаясь на недопустимость арабской междоусобицы. В речи от 5 октября Насер признал новое сирийское правительство и личную ответственность за распад объединённого государства. Неофициально он обвинил в произошедшем вмешательство его противников в арабском мире. Случившееся тяжело повлияло на египетского президента.

### Рост регионального влияния
Позиции Насера в регионе значительно изменились после того, как сторонник лидера Египта Абдалла ас-Саляль 27 сентября 1962 года сверг в ходе военного переворота короля Северного Йемена Мухаммеда аль-Бадра. Бывшему монарху и его приверженцам начала оказывать поддержку Саудовская Аравия, и 30 сентября ас-Саляль обратился к Насеру за военной помощью. Египет оказался прочно втянут в продолжительную гражданскую войну в Йемене, пока его войска не покинули страну в 1967 году. Большинство старых соратников Насера задавалось вопросом о необходимости продолжения египетского участия, но Амер заверил его в скорой победе. В 1968 году президент признал, что решение о вторжении в Йемен было «просчётом».
В июле 1962 года Алжир провозгласил независимость от Франции, завершив войну с ней. Будучи последовательным сторонником алжирского движения за независимость и поддерживая его финансово и политически, Насер видел в её провозглашении свою личную победу. В начале 1963 года группа его сторонников в саудовской королевской семье во главе с принцем Талялем (известная как «свободные принцы») вместе с начальником генерального штаба вооружённых сил Иордании сбежали в Египет.
8 февраля 1963 года в Ираке объединившиеся баасисты и насериты свергли Касема, который был вскоре застрелен. Пост президента занял сторонник Насера Абдул Салам Ареф. 8 марта их единомышленники осуществили военный переворот в Сирии. 14 марта новые иракское и сирийское правительства направили в Каир делегации на переговоры о формировании арабского союза. На встрече Насер раскритиковал сирийских баасистов за «помощь» в развале ОАР и заявил о своём лидерстве среди арабов. Переходное соглашение об объединении, предусматривающее создание федеративного государства, было подписано 17 апреля и вступало в силу в мае 1965 года, однако несколько недель спустя после чисток в сирийском офицерском корпусе, которым подверглись сторонники Насера, договор был расторгнут. 18 июля во главе с полковником Джасимом Альваном они попытались устроить военный переворот, но потерпели неудачу, после чего Насер назвал баасистов «фашистами».
В январе 1964 года на саммите Лиги арабских государств в Каире Насер призвал арабов объединиться против отвода Израилем вод реки Иордан в экономических целях. Действия израильтян были восприняты Сирией и Иорданией как объявление войны. В этой, по его словам, «катастрофической ситуации» он винил межарабские разногласия. Он отговорил сирийских и палестинских боевиков от провокаций в сторону Израиля, заявив, что не планирует воевать с ним. За время съезда Насер наладил близкие связи с королём Иордании Хусейном и завязал отношения с руководителями Саудовской Аравии, Марокко и Сирии. В мае президент Египта инициировал создание Организации освобождения Палестины, таким способом формально разделив с ней своё лидерство по палестинскому вопросу, а на деле использовав для контроля борцов за освобождение Палестины. Главой ООП стал протеже Насера Ахмед аш-Шукейри.
После многих лет координации внешней политики и налаживания связей в 1961 году президенты Индонезии Сукарно и Югославии Иосип Броз Тито и премьер-министр Индии Джавахарлал Неру сформировали Движение неприсоединения, провозгласившее собственными целями противостояние войне и колонизации и поощрение экономического роста развивающихся стран. В 1964 году Насер занял пост президента организации и провёл её второй съезд в Каире.
В конце 1950-х — начале 1960-х Насер играл значительную роль в укреплении африканского единства, хотя его влияние на континент с 1962 года значительно сместилось в сторону Алжира. В этот период Египет служил пристанищем для антиколониальных лидеров из некоторых стран Африки, а Каир — площадкой для распространения их взглядов. Мнение президента страны стало решающим в дискуссиях среди африканских лидеров, привёдших к созданию Организации африканского единства в 1961 году.

## Модернизация и внутренние конфликты

### Университет аль-Азхар
В 1961 году Насер, желая окончательно утвердить Египет лидером арабского мира, начал продвигать «вторую революцию», призванную объединить исламское и социалистическое учения. С этой целью и в стремлении упрочить влияние наиболее авторитетного суннитского университета аль-Азхар по сравнению с Братьями-мусульманами и поддерживавшимся Саудовской Аравией более консервативным ваххабизмом руководитель государства начал реформировать это учебное заведение. С 1953 года он использовал наиболее лояльных властям университетских улемов, чтобы уравновесить Братьев. По указанию Насера в учебный план были внесены изменения, что повлекло за собой преобразования в школах: были созданы учебные заведения совместного обучения, в школьный курс была включена эволюция. Реформы также предусматривали слияние религиозных и светских судов. Под давлением египетского лидера университет издал фетву, признававшую принадлежность шиитов, алавитов и друзов к основному направлению ислама, хотя на протяжении веков называл их еретиками.

### Соперничество с Амером
После распада ОАР Насер стал беспокоиться о неспособности Амера тренировать и модернизировать армию и о том, что он выстроил государство в государстве в вооружённых силах и разведке. В конце 1961 года был создан Президентский совет, утверждавший назначения на высшие армейские посты, что ранее в одиночку делал Амер. По указанию главы государства они стали производиться не из личной преданности, а по заслугам. Сторонники Амера в офицерском корпусе воспротивились этим мерам, и под их давлением Насер был вынужден отменить их. В начале 1962 года он снова попытался лишить Амера контроля над командованием вооружёнными силами, на что тот впервые ответил открытой критикой президента Египта и тайно начал сплачивать лояльных себе офицеров. Опасаясь вооружённой конфронтации между военными и гражданским руководством, Насер пошёл навстречу сопернику.

### Национальная хартия и второй президентский срок
В октябре 1961 года Насер начал реализовывать широкую программу национализации, веря, что полный переход к социализму поможет решить проблемы страны и что он мог бы предотвратить развал ОАР. С целью упрочить свою поддержку в народе в противовес влиянию вооружённых сил в 1962 году он представил Национальную хартию, призывавшую к созданию всеобщей системы здравоохранения, строительству доступного жилья, появлению профучилищ, увеличению прав женщин, семейному планированию и расширению Суэцкого канала, год спустя была принята новая конституция.
Лидер Египта пытался также контролировать госаппарат и предотвратить его разрастание. Новое законодательство предусматривало минимальный размер заработной платы, начисление доли прибыли работникам, бесплатные образование и медицину, уменьшение рабочего времени и поощряло трудящихся к участию в управлении. Земельные реформы гарантировали защиту прав фермеров-арендаторов, способствовали росту сельского хозяйства и позволили сократить число голодающих в сельской местности. В результате национализации доля государства в египетском бизнесе возросла до 51 процента. Национальный союз был переименован в Арабский социалистический союз. Одновременно власти страны развернули репрессии: тысячи исламистов и множество офицеров были арестованы. В знак протеста против движения Египта к советской системе управления соратники Насера аль-Багдади и Хусейн аш-Шафеи подали в отставку с занимаемых постов.
В 1965 году Насер на безальтернативных выборах в форме референдума был переизбран президентом. Его политическим оппонентам было законодательно запрещено баллотироваться, а ближайшие сторонники египетского руководителя потеряли политические привилегии. Год спустя главный идеолог Братьев-мусульман Сайид Кутб был заключён в тюрьму и по обвинению в попытке убийства Насера приговорён к смертной казни. В том же 1966 году экономический рост начал замедляться, государственный долг значительно увеличился, и Насер ослабил контроль над частным сектором, поощряя госзаймы и стимулируя экспорт. В конце концов экономика страны приблизилась к краху, что значительно уменьшило популярность Насера.

### Присвоение звания Героя Советского Союза
Во время официального визита Н. С. Хрущёва в Египет с 9 по 25 мая 1964 года по его личной инициативе 13 мая того же года указом Президиума Верховного Совета СССР Насер и Амер были удостоены звания Героев Советского Союза, что было негативно воспринято советским обществом: высказывалось недовольство тем, что члены египетской компартии подвергались преследованиям, а Хрущёв не внял возражениям других членов руководства СССР по поводу награждения. Этот инцидент стал одним из предлогов для обвинения Первого секретаря ЦК КПСС в «субъективизме» и «волюнтаризме» во время его отстранения в октябре 1964 года. Награждение породило ряд анекдотов и куплетов, в частности:

Живёт в песках и жрёт от пуза

Полуфашист, полуэсер,

Герой Советского Союза,

Гамаль Абдель на-всех-Насер.
— 

Он (Хрущёв) наградил Насера Орденом Ленина и золотой звездой Героя Советского Союза за уничтожение египетской компартии, но не дал ему Орден Победы за поражение в Шестидневной войне.
Оригинальный текст (англ.)He managed to award Nasser an Order of Lenin and the gold star Hero of the Soviet Union for destroying the Egyptian Communist Party, but he did not give an Order of Victory for the defeat in the Six-Day War.
— 
Оно нашло отражение в творчестве Владимира Высоцкого:

Потеряю истинную веру —

Больно мне за наш СССР:

Отберите орден у Насе́ра —

Не подходит к ордену Насе́р!

Можно даже крыть с трибуны матом,

Раздавать подарки вкривь и вкось,

Называть Насера нашим братом,

Но давать Героя — это брось!

Почему нет золота в стране?

Раздарили, гады, раздарили.

Лучше бы давали на войне,

А насеры после б нас простили!
— 
и Александра Галича:

Так что ж тебе неймётся,

Красавчик, фашистский выкормыш,

Увенчаный нашим орденом

И Золотой Звездой?!
— 

## Шестидневная война
В мае 1967 года Советский Союз сознательно солгал Насеру о концентрации израильских войск на сирийской границе с прямой целью разжечь войну между арабскими странами и Израилем. Начальник египетского генштаба Мухаммед Фавзи, посланный Насером в Сирию, отметил отсутствие концентрации израильских войск на границе и счёл советское предупреждение необоснованным. Амер использовал советскую информацию как предлог для отправки войск на Синай 14 мая, после чего глава Египта потребовал вывода сил ООН с полуострова. Ранее в тот же день он получил послание от иорданского короля Хусейна, в котором говорилось о сговоре Израиля и США с целью втянуть Египет в войну. Амер скрывал от президента Египта, что письмо было получено 2 мая, и передал его лишь 14 мая. Несмотря на то, что в предыдущие месяцы Хусейн и Насер обвиняли друг друга в стремлении избежать войны с Израилем, король подозревал, что египетско-израильская война может привести к оккупации последним Западного берега реки Иордан. США и СССР заверили президента Египта в том, что Соединённые Штаты будут удерживать Израиль от нападения, он, в свою очередь, заявил о том, что его страна будет лишь обороняться.
21 мая Амер попросил египетского президента, чтобы тот отдал приказ о начале блокады пролива эт-Тиран, и заверил Насера, что вооружённые силы готовы к конфликту, в чём Насер сомневался. Он считал, что блокада станет для Израиля формальным поводом для начала войны. Амер выступал за нанесение упреждающего удара, на что Насер не пошёл из-за уверенности в том, что ВВС недостаёт пилотов и что подобранные фельдмаршалом офицеры некомпетентны. Руководитель страны также считал, что в случае атаки Израиля из-за численного превосходства египетских войск им удастся сдерживать противника как минимум две недели, что позволит начать мирные переговоры. К концу мая Насер под напором арабской общественности и правительств различных стран арабского мира прекратил сопротивляться войне и смирился с её неизбежностью. 26 мая он заявил о том, что основной задачей арабов будет уничтожение Израиля. 30 мая Иордания вошла в состав Объединённого арабского командования, где уже состояли Египет и Сирия.
Утром 5 июня израильские самолёты атаковали аэродромы египетских ВВС и уничтожили их большую часть, израильские бронетанковые подразделения прорвали египетские линии обороны и захватили город Эль-Ариш. На следующий день Амер отдал приказ о выводе войск с Синайского полуострова, что вызвало наибольшие потери египтян за всё время конфликта. Вскоре израильтяне заняли полуостров, сектор Газа и Западный берег реки Иордан, захваченные в 1948 году Египтом и Иорданией, и сирийские Голанские высоты. Насер прибыл в министерство обороны с целью ознакомления с ситуацией на фронтах и встретился с Амером, с которым вступил в перепалку. Сформированный Насером для контроля за деятельностью вооружённых сил Верховный исполнительный комитет пришёл к выводу, что противостояние между фельдмаршалом и президентом и полная некомпетентность первого привела страну к череде военных поражений. В своих мемуарах министр иностранных дел Египта в 1973—1977 годах Исмаил Фахми писал, что постоянные неудачи Египта на поле боя были вызваны тем, что Насер отмёл всякий рациональный анализ происходящего и принял серию неразумных решений.

### Отставка и её последствия
Я принял решение, с которым мне нужна ваша помощь. Я решил полностью отказаться во благо от любой официальной должности и политической роли и вернуться в ряды масс, исполняя свой долг среди них, подобно любому другому гражданину. Время действовать, а не горевать. … Всё моё сердце с вами, и пусть ваши сердца будут со мной. Да пребудет с нами бог — вера, надежда и верный путь в наших сердцах.
— из речи Насера 9 июня
На протяжении первых 4 дней войны арабский мир верил пропаганде, предрекающей неизбежную арабскую победу, однако 9 июня президент в своём выступлении по телевидению сообщил египтянам о поражении. Позже в этот же день он объявил о своей отставке и передаче всех полномочий вице-президенту Закарии Мохи эд-Дину, который не был осведомлён о планах президента и отказался от новой должности. Сотни тысяч сочувствовавших вышли на улицы Египта и арабских стран в знак протеста против решения, скандируя: «Мы твои солдаты, Гамаль!». 10 июня он вернулся на пост президента.
11 июля Амер был сменён генералом Фавзи на посту главнокомандующего, на что сторонники фельдмаршала ответили протестами, 600 из них направились в министерство обороны и потребовали восстановления Амера в должности. После того, как треть его сторонников была уволена из армии, он запланировал на 27 августа военный переворот. Насеру было известно о заговоре, и он потребовал от Амера личной встречи, на которой 24 августа сообщил фельдмаршалу о провале путча. Тот всё отрицал, но был помещён под арест и 14 сентября покончил с собой. Несмотря на возникший между ними конфликт, Насер заявил о кончине Амера как о потере «ближайшего друга». Вскоре египетским руководителем был начат процесс деполитизации силовых структур путём массовых арестов сторонников фельдмаршала в их рядах.
29 августа на саммите ОАГ в суданском Хартуме Насер уступил лидерские позиции королю Саудовской Аравии Фейсалу. На съезде было заключено перемирие, положившее конец гражданской войне в Йемене, и принята резолюция. СССР в скором времени восполнил египетские арсеналы наполовину от их бывшего состояния и разорвал дипломатические отношения с Израилем. В стремлении подогреть противостояние между Советским Союзом и США Насер во время войны порвал отношения с последними. В ноябре Египет принял резолюцию 242 СБ ООН, призывавшую к выводу израильских войск с оккупированных в ходе боевых действий территорий. По одной версии, этот дипломатический шаг позволил Насеру протянуть время, необходимое для начала нового конфликта с Израилем, по иной — означал угасание его интереса к провозглашению независимости Палестины.

## Последние годы у власти

### Реформы внутри страны
19 июня 1967 года Насер занял должности премьер-министра и главнокомандующего. После того, как военный трибунал снисходительно отнёсся к офицерам ВВС, обвинённым в халатности во время войны, в конце февраля 1968 года начались студенческие и рабочие протесты, призывавшие к масштабным политическим реформам. В ответ египетский лидер вывел из правительства большинство военных и сменил нескольких высокопоставленных членов Арабского социалистического союза на их должностях восемью гражданскими. К 3 марта египетская разведка ослабила давление на граждан, сконцентрировавшись на зарубежных операциях, и президент объявил о «конце государства мухабарат».
30 марта Насер представил манифест, провозглашавший восстановление гражданских свобод, большую независимость парламента от исполнительной власти, значительные структурные изменения внутри АСС и антикоррупционную кампанию в госаппарате. В мае предлагаемые меры были утверждены на референдуме, в высший орган АСС — Верховный исполнительный комитет — были проведены выборы. Несмотря на то, что большая часть обещаний так и не воплотилась в жизнь, манифест стал важным шагом на пути к либерализации.
В декабре 1969 года Садат и Хусейн аш-Шафеи были назначены Насером на должности вице-президентов. К тому времени его отношения со старыми соратниками, а именно Халедом и Закарией Мохи эд-Динами и бывшим вице-президентом Сабри, стали напряжёнными. К середине 1970 года после примирения с аль-Багдади Насер раздумывал о замене первым Садата.

### Война на истощение
В феврале 1968 года президент Египта начал Войну на истощение с Израилем с целью отвоевать захваченные им земли, отдав приказ об артиллерийском обстреле израильских позиций к востоку от заблокированного Суэцкого канала. После сражения при Караме в марте Насер предложил движению ФАТХ во главе с Ясиром Арафатом помощь оружием и финансами, посоветовав Арафату подумать о примирении с Израилем и создании палестинского государства на территории сектора Газа и западного берега реки Иордан, таким образом эффективно уступив главе ФАТХ своё лидерство по палестинскому вопросу.
На египетские артобстрелы израильтяне ответили обстрелами и бомбардировками вражеской территории и вылазками диверсионных отрядов, что привело к бегству жителей египетских населённых пунктов по западному берегу канала. Насер прекратил все военные операции и с денежной помощью различных арабских государств начал строительство укреплений. В марте 1969 года война возобновилась. В ноябре того же года Насер выступил посредником в заключении соглашения между ООП и ливанскими вооружёнными силами, дававшего палестинским повстанцам право использовать ливанскую территорию для атак на Израиль.
В июне 1970 года президент Египта под давлением Советского Союза, опасавшегося развития регионального конфликта в войну с Соединёнными Штатами, поддержал предложенный госсекретарём США Уильямом Роджерсом план, предполагавший прекращение боевых действий и вывод израильских войск с египетской территории, но план был отклонён Израилем, ООП и большинством стран арабского мира, за исключением Иордании. Насер считал, что перемирие послужит тактическим шагом на пути к отвоеванию Суэцкого канала. Он упреждал любые стремления по проведению прямых переговоров с Израилем, считая, что их проведение будет равнозначно капитуляции. В конце концов Израиль согласился на прекращение огня, которое Насер использовал для размещения в зоне канала ракет «земля-воздух».
Тем временем в Иордании обострился конфликт между становившейся всё более автономной ООП и властями страны: после захвата самолётов на «Досонс Филд» иорданская армия начала операцию по выдворению палестинских боевиков. Боевые действия увеличили вероятность войны в регионе и побудили Насера созвать 27 сентября в Каире экстренный съезд Организации арабских государств, где президент Египта провёл мирные переговоры.

## Смерть и похороны
28 сентября после окончания саммита и проводов уехавшего последним эмира Кувейта Сабаха III глава Египта перенёс сердечный приступ и был перевезён к себе домой, где, несмотря на оказанную медицинскую помощь, спустя несколько часов скончался. В качестве причины смерти личный врач покойного назвал атеросклероз, варикоз и осложнения от диабета, которым с начала 1960-х годов болел Насер. Он был заядлым курильщиком, страдал также от высокого кровяного давления. Два его брата скончались от сердечных заболеваний, не дожив до 60. Состояние здоровья президента до его кончины не было известно народу. В 1966 году и в сентябре 1969 года он уже переносил сердечные приступы, после второго приступа Насер провёл в постели 6 недель.
Смерть Насера шокировала Египет и арабский мир. Похороны, состоявшиеся 1 октября, собрали по меньшей мере 5 млн чел. 10-километровая процессия растянулась от старой штаб-квартиры Совета революционного командования и двинулась с пролётом над ней МиГ-21. Завёрнутый во флаг гроб размещался на орудийном передке, в который были запряжены 6 лошадей, впереди шла кавалерийская колонна. На церемонии присутствовали руководители всех арабских стран, кроме саудовского короля Фейсала. Король Иордании Хусейн и Арафат плакали, ливийский лидер Муаммар Каддафи от стресса дважды упал в обморок. Несколько представителей неарабского мира, включая председателя Совета министров СССР А. Н. Косыгина и премьер-министра Франции Жака Шабан-Дельмаса, также сопровождали Насера в последний путь.
Почти сразу же после начала процессии люди окружили гроб, крича: «Нет бога, кроме Аллаха, и Насер — возлюбленный богом… Каждый из нас Насер». Полиция безуспешно пыталась успокоить толпу, в результате чего большинство представителей иностранных государств были выведены из неё. Конечной точкой следования была мечеть Наср, переименованная в мечеть Абдель Насера, где он и был похоронен.
Тысячи людей в знак скорби вышли на улицы крупных городов арабского мира: более 12 человек погибло в ходе беспорядков в Бейруте, в Иерусалиме около 75 000 арабов прошли по старому городу с лозунгом «Насер никогда не умрёт». Ливанская газета L’Orient-Le Jour вышла с заголовком «Сто миллионов человек — арабы — сироты».

## Наследие
Насер полностью освободил Египет от британского влияния, в его правление страна стала влиятельной силой среди развивающихся государств. Одной из главных задач проводимой им внутренней политики стало обеспечение социальной справедливости, которую он рассматривал как предпосылку для либеральной демократии. За то время, пока Насер пребывал у власти, египтянам были предоставлены жильё, образование, работа, здравоохранение, льготы и прочие меры поддержки в беспрецедентных ранее для Египта объёмах, феодальное влияние на страну ослабло. К концу его президентства значительно увеличились уровень занятости и улучшились условия труда, однако уровень бедности был всё ещё высок, а значительные ресурсы, предназначавшиеся для социального обеспечения, пошли на военные нужды.
Благодаря аграрной реформе, масштабным проектам модернизации, в том числе сооружению сталелитейного центра Хелуана и Асуанской дамбы, а также национализации экономика государства значительно выросла. После экономического роста начала 1960-х годов она начала переживать спад, продолжившийся до конца десятилетия, и восстановилась лишь в 1970 году. Культура Египта в правление Насера переживала «золотой век», доминируя в арабском мире.
Во время президентства Хосни Мубарака в стране начали появляться насеристские партии, первой из которых была Арабская демократическая насеристская партия, приобретшая большое влияние. Внутрипартийные расколы, начавшиеся в 1995 году, привели к созданию мелких партий, одной из которых была основанная Хамдином ас-Сабахи в 1997 году «аль-Карама». На президентских выборах 2012 года ас-Сабахи занял третье место. Последователи Насера входили в число основателей движения «Кефайя», бывшего одной из основных оппозиционных Мубараку сил. 19 сентября 2012 года 4 насеритские партии, в том числе АДНП и «аль-Карама», сформировали Объединённую насеристскую партию.

### Образ
Президент Египта был известен своими тесными отношениями с народом: несмотря на покушения, Насер был доступен для простых людей. Умелый оратор, в 1953—1970 годах Насер произнёс 1359 речей — рекорд для руководителей Египта. Несмотря на то, что местные интеллектуалы активно критиковали его во время Шестидневной войны и после его смерти, народ симпатизировал ему при жизни и после кончины. Ситуация в стране во время правления Мубарака подогрела ностальгию по Насеру, президентство которого связывалось с идеей национального предназначения, надеждой, социальной сплочённостью и культурной мощью.
В настоящее время Насер остаётся иконой в арабском мире как символ его единения и достоинства и видная фигура в современной ближневосточной истории. Во время Арабской весны, вылившейся в 2011 году в революцию в Египте, фотографии Насера демонстрировались на акциях протеста. Католический собор Пресвятого Сердца Христова в столице Ливии Триполи был превращен в мечеть, названную в честь политика, в 1970 году.

### Критика
Критики[кто?] Насера расценивают его как диктатора, подавлявшего движение к демократии, заключившего в тюрьму тысячи диссидентов и создавшего репрессивный режим, ответственный за многочисленные нарушения прав человека. Египетские исламисты, особенно члены преследовавшихся Братьев-мусульман, видели в Насере деспота и тирана. Некоторые местные либеральные и исламистские критики, включая основателей Новой партии Вафд, осуждали его популярность в массах как продукт манипуляции и демагогии.
Американский политолог Марк Купер писал, что наследие Насера было «гарантией нестабильности» из-за его опоры на личную власть и отсутствия в его правление сильных политических институтов. Историк Абд аль-Азим Рамадан считал его нерациональным и безответственным лидером, чья склонность к единоличному принятию решений привела, среди прочего, к египетским потерям в ходе Суэцкого кризиса. Закария Мохи эд-Дин обвинял Насера в пустом блефе в преддверии Шестидневной войны, а его действия во время её связывал с диабетом.
В своей инаугурационной речи 7 октября 1970 года преемник Насера Садат заявил о намерении «продолжать путь Насера», но с укреплением собственных позиций внутри страны после Войны Судного дня начал отходить от политики предшественника. Новый президент предпринял меры по открытию экономики государства для зарубежных инвесторов.
В конце 1940-х годов в Египет начали прибывать военные советники из числа бывших нацистов. Иммиграция, которую, как считается, приветствовал Насер, продолжилась и в 1950-х годах. Общее число немцев, нашедших убежище в стране, составило не менее 150 человек, которые в тот период открыто жили в Каире. Среди них был и разыскивавшийся Центром Симона Визенталя врач Ариберт Хайм, однако нет сведений о том, знали ли власти о его прежней деятельности. Некоторые из переселенцев по заказу правительства занимались антисемитской пропагандой, другие, как предполагали израильтяне, развивали египетскую ракетную программу. В 1960-х годах необходимость в немецких иммигрантах уменьшилась благодаря помощи со стороны СССР, и отношение к ним со стороны государства ухудшилось. В интервью немецкой газете в 1964 году Насер заявил: «Ни один человек, даже самый глупый, не воспринимает серьёзно ложь о шести миллионах евреев, убитых в Холокосте». Неизвестно о том, чтобы он когда-либо ещё раз публично ставил вопрос о числе жертв «окончательного решения еврейского вопроса», вероятно, не сделав этого под давлением собственных советников и ГДР.

### Региональное лидерство
Благодаря своим политике и речам, выражавшим арабские чаяния, Насер вдохновил несколько националистических революций в арабских странах. Он определил политику своего поколения и предпочитал непосредственное общение с массами, а не с властями. Степень регионального влияния Насера заставила новых националистических лидеров искать хороших отношений с Египтом с целью усилить свою поддержку в народе.
Этатистская система управления государством, выстроенная Насером на родине, в различной степени распространилась практически на все арабские республики. Первый президент Алжира Ахмед бен Белла был стойким последователем Насера. Абдалла ас-Саляль сверг короля Северного Йемена Мухаммеда аль-Бадра во имя арабского единения. Перевороты в Ираке в июле 1958 года и Сирии в 1963 году также были вдохновлены президентом Египта. Муаммар Каддафи, в 1969 году свергший ливийского короля Идриса, считал Насера своим героем и после его кончины стремился сменить его в роли «лидера арабов». В том же году его сторонник полковник Нимейри захватил власть в Судане. Арабское националистическое движение помогало Насеру распространять его панарабские взгляды по всему арабскому миру.

## Личная жизнь
В 1944 году Гамаль женился на 22-летней Тахье Казем, с братом которой он дружил. Девушка происходила из обеспеченной ирано-египетской семьи. После свадьбы чета переехала в дом в каирский пригород Маншият аль-Бакри, где и прожила большую часть жизни. Офицерская должность Насера давала хороший по местным меркам заработок. Иногда муж и жена обсуждали дома политику, но чаще всего Гамаль отделял работу от семьи. Он предпочитал проводить свободное время со своими детьми: дочерьми Ходой и Моной и сыновьями Абдель Хакимом, Халедом и Абдель Хамидом.
Несмотря на то, что Насер был приверженцем секуляризма, он был набожным мусульманином и в 1954 и 1965 годах совершал хадж в Мекку. Президент Египта пользовался репутацией неподкупного, что ещё больше увеличило его популярность в стране и в арабском мире. Гамаль увлекался шахматами, любил американские фильмы, журналы на арабском, английском и французском языках и классическую музыку. Он работал по 18 часов в день и редко брал отпуск.

## Награды
Награды Египта
| Страна | Дата                            | Награда                              | Награда                              | Литеры |
| ------ | ------------------------------- | ------------------------------------ | ------------------------------------ | ------ |
| Египет | 23 июня 1956 — 28 сентября 1970 | Гроссмейстер ордена Нила             | Гроссмейстер ордена Нила             |        |
| Египет | 23 июня 1956 — 28 сентября 1970 | Гроссмейстер ордена Республики       | Гроссмейстер ордена Республики       |        |
| Египет | 23 июня 1956 — 28 сентября 1970 | Гроссмейстер ордена Независимости    | Гроссмейстер ордена Независимости    |        |
| Египет | 23 июня 1956 — 28 сентября 1970 | Гроссмейстер ордена Заслуг           | Гроссмейстер ордена Заслуг           |        |
| Египет | 23 июня 1956 — 28 сентября 1970 | Гроссмейстер ордена Добродетельности | Гроссмейстер ордена Добродетельности |        |

Награды иностранных государств
| Страна       | Дата вручения   | Награда                                                             | Награда                                                             | Литеры |
| ------------ | --------------- | ------------------------------------------------------------------- | ------------------------------------------------------------------- | ------ |
| Финляндия    | —               | Кавалер Большого креста ордена Белой розы                           | Кавалер Большого креста ордена Белой розы                           |        |
| Югославия    | —               | Кавалер ордена Югославской большой звезды                           | Кавалер ордена Югославской большой звезды                           |        |
| СССР         | 13 мая 1964 —   | Герой Советского Союза со вручением Золотой звезды и орденом Ленина | Герой Советского Союза со вручением Золотой звезды и орденом Ленина |        |
| Малайзия     | 1965 —          | Кавалер ордена Короны Королевства                                   | Кавалер ордена Короны Королевства                                   | DMN    |
| Тунис        | 1965 —          | Кавалер Большой ленты ордена Республики                             | Кавалер Большой ленты ордена Республики                             |        |
| Чехословакия | 1966 —          | Кавалер Большой крест ордена Белого льва                            | Кавалер Большой крест ордена Белого льва                            |        |
| ЮАР          | 29 декабря 2004 | Верховный компаньон О. Р. Тамбо                                     | Верховный компаньон О. Р. Тамбо                                     | SCOT   |

### Комментарии
1. ↑  Форма имени Абдель Насер была заимствована из европейских языков. Более соответствовало бы оригиналу написание Абд ан-Насер либо Абдуннасер[2].